# Trận La Malmaison (1917)
Trận La Malmaison là một trận đánh trong cuộc Chiến tranh thế giới thứ nhất, diễn ra từ ngày 23 cho tới ngày 25 tháng 10 năm 1917,. Trận đánh kết thức với chiến thắng của Quân đội Pháp trước Quân đội Đế quốc Đức, trong lúc quân Đức đang bận bịu với chiến dịch Passchendaele diễn ra từ hồi tháng 7 năm 1917. Đây được xem là một trong những thắng lợi quan trọng nhất của người Pháp trong cuộc chiến tranh. Tuy nhiên, thắng lợi của quân Pháp hoàn toàn bị che khuất bởi thắng lợi vang dội của liên quân Đức - Áo - Hung trước quân Ý trong trận Caporetto ở Mặt trận Ý. Do đó, lực lượng Đồng Minh vẫn chưa thể xoay chuyển thế trận. Với chiến thắng La Malmaison, Thống chế Pháp Philippe Pétain đã chiếm đoạt được pháo đài La Malmaison ở Chemin des Dames - quân đội Đức đã từng bẻ gãy cuộc tấn công của quân Pháp hồi tháng 4 - 5 năm 1917. Thành công của vị Thống chế thận trọng Pétain đã cho các binh sĩ Pháp thấy rằng họ không nên lãng phí tính mạng của họ.
Sau thảm bại của quân Pháp trong trận sông Aisne lần thứ hai, Tổng tư lệnh Robert Nivelle bị huyền chức và Philippe Pétain lên thay. Pétain chối bỏ tấn công quy mô lớn và thay vì đó ông chủ trương tiến công, triển khai sức mạnh khủng khiếp của súng pháo để đạt mục tiêu nhỏ nhoi. Ngoài ra, trong lúc này, quân Đức đang đương đầu với quân Anh trong trận Passchendaele ở miền Flanders. Quả vậy, trong trận chiến La Malmaison, lực lượng Pháo binh Pháp đã thể hiện khả năng của mình và hợp tác chặt chẽ với quân Pháp tiến công Các xe tăng Pháp được trang bị nhẹ hơn, chuyển động nhanh hơn và hợp tác chặt chẽ hơn với bộ binh. Quân Pháp chiếm được 6 km đất và hoàn toàn làm chủ được đồi Chemin des Dames mà Nivelle đã không chiếm được. Quân Pháp cũng bắt được 1157 tù binh Đức cùng với 180 khẩu pháo, mặc dù phía Pháp tổn thất hết sức nặng nề về vật liệu. Ngoài ra, quân Pháp cũng chịu hao tổn 14.000 binh lính (trong số đó 2.241 tử trận). Quân Đức rút lui khỏi cao nguyên Chermin des Dames về thung lũng Ailette.
Sau chiến thắng La Malmaison, Pétain tuyên bố rằng sự hoảng loạn của quân đội Pháp - vốn khơi nguồn từ thảm họa Aisne, đã chấm dứt. Tuy nhiên, thực chất thì dù có hồi phục nhưng tinh thần quân Pháp hãy còn mỏng manh. Ngoài ra, vào tháng 11 năm 1917, quân Pháp mất niềm tin do quân Ý đại bại trong trận Caporetto và đặc biệt là do cuộc Cách mạng Tháng Mười Nga và sự ngừng bắn ở nước Nga.